# Chaetopteryx stankovici
Chaetopteryx stankovici là một loài Trichoptera trong họ Limnephilidae. Chúng phân bố ở miền Cổ bắc.